# Polistes nimpha
Polistes nimpha (Christ. 1791) è una specie appartenente al genere Polistes. Originariamente venne denominata Vespa nimphus dal naturalista Johann Ludwig Christ.

## Caratteristiche
Si riconosce dagli altri Polistes per il clipeo giallo con una banda nera centrale, le guance generalmente gialle e l'ultimo urosterno nero o con una macchia rossa apicale. Il nido è cartaceo e presenta una colorazione grigio sporco, più uniforme e scuro rispetto ad altri Polistes, di consistenza simile al cartone e decisamente ruvido.
Insieme a Polistes dominula, è facilmente rinvenibile presso manufatti umani quali travi, sottotetti, serre, cornicioni delle finestre e simili. Tuttavia, è discretamente diffusa anche in ambienti di campagna, potendo nidificare fra gli steli d'erba.

## Distribuzione geografica
Polistes nimpha è diffusa in buona parte dell'Europa ed in particolare in Turchia, Finlandia, Estonia e Lettonia. Anche in Italia la specie è piuttosto comune. Può inoltre trovarsi in Africa settentrionale, Pakistan, Iran, India (specialmente nel nord del paese), Kazakistan, Mongolia e Cina.